# NGC 115
NGC 115 est une galaxie spirale barrée située dans la constellation du Sculpteur. NGC 115 a été découverte par l'astronome britannique John Herschel en 1834.

## Caractéristiques
Sa vitesse par rapport au fond diffus cosmologique est de 1 566 ± 19 km/s, ce qui correspond à une distance de Hubble de 23,1 ± 1,6 Mpc (∼75,3 millions d'al).
À ce jour, une quinzaine de mesures non basées sur le décalage vers le rouge (redshift) donnent une distance de 29,920 ± 4,777 Mpc (∼97,6 millions d'al), ce qui est tout juste à l'extérieur des valeurs de la distance de Hubble.
La classe de luminosité de NGC 115 est II-III et elle présente une large raie HI.

## Groupe de NGC 134
NGC 115 fait partie du groupe de NGC 134 qui comprend les galaxies NGC 115, NGC 131, NGC 134, NGC 148, NGC 150, PGC 2000, IC 1555 et PGC 2044. Les galaxies ESO 410-18 et IC 1554 mentionnées dans l'article d'A.M. Garcia correspondent respectivement à PGC 2044 et à PGC 2000. Selon le professeur Seligman, PGC 2000 n'est pas IC 1554 qui est un objet perdu ou inexistant.